# 澤村田之助 (6代目)
六代目 澤村 田之助（さわむら たのすけ、新字体：沢村、1932年〈昭和7年〉8月4日 - 2022年〈令和4年〉6月23日）は、歌舞伎役者。屋号は紀伊國屋、定紋は釻菊、替紋は波に千鳥。舞踊の名取名は藤間 勘之（ふじま かんじ）。本名は山中 宗雄（やまなか むねお）。重要無形文化財保持者（人間国宝）。

## 人物
父は五代目澤村田之助。第二次世界大戦中に一家で静岡県田方郡伊東町（現：伊東市）に疎開していたため、静岡県立伊東高等学校に通った（後に中退）。
七代目澤村宗十郎の芸を受け継ぐ女形として活躍したほか、1984年から国立劇場歌舞伎俳優養成の講師を務め、
2003年から2013年1月までは横綱審議委員会の委員を務めた。
2022年6月23日、肺炎のため東京都内の病院で死去。89歳没。死没日をもって従五位に叙された。

## 年譜
- 1932年（昭和7年）8月4日 - 五代目澤村田之助の長男として東京に生まれる。
- 1941年（昭和16年）4月 - 歌舞伎座で『伽羅先代萩』の鶴千代、『高時』泰松で四代目 澤村 由次郎（さわむら よしじろう）を名乗り初舞台。その後、学業・戦時疎開のため一時舞台を離れる。
- 1953年（昭和28年） - 六代目尾上菊五郎の菊五郎劇団に復帰。
- 1954年（昭和29年）4月 - 『小袖曽我薊色縫』の寺塚求女役で演劇界賞受賞。
- 1964年（昭和39年） - 父・五代目田之助の引退に伴い、同年4月に歌舞伎座『仮名手本忠臣蔵・九段目』小浪、『神霊矢口渡』のお舟、『頼朝の死』の小周防で六代目 澤村 田之助（さわむら たのすけ）を襲名。
- 1997年（平成9年） - 紫綬褒章受章。
- 2002年（平成14年） - 人間国宝認定。
- 2003年（平成15年） - 横綱審議委員会委員に就任[5]。
- 2013年（平成25年） - 旭日小綬章受章[6]。
- 2022年（令和4年）6月23日 - 肺炎のため東京都内の病院で死去。従五位に叙される。

## 好角家としての一面
六代目田之助は幼少の時に六代目尾上菊五郎に国技館（戦前の旧両国国技館）へ連れられ、初めて相撲を観戦した。その日は横綱・双葉山定次が安藝ノ海節男に敗れて70連勝ならずという歴史的な日（1939年1月場所4日目）であったことをのちに語っている。
長じてからも本業の歌舞伎の舞台の合間に国技館へ通うなど好角家として知られるようになり、2003年に日本相撲協会からの委嘱を受けて横綱審議委員会委員に就任。相撲への愛情から角界に対して数々の提言・苦言を呈するなどしている。在任中は度々北の湖理事長に対して本場所を年4回に減らして力士の負担を軽減するように提案していた。
2010年、朝青龍が不祥事の責任を取って引退した直後にハワイを訪れ、その後にモンゴルで会見を開いて相撲協会への不満を表明した際には「実に傍若無人でとても不愉快に感じた。お客さんもそう思ったから、大阪場所も彼がいなくてもにぎわったんじゃないですか」と不満を爆発させ、引退相撲が計画されていることについても「横審が協会に中止を要請することはないですが、私は反対です」と話した。

## 著書
- 『澤村田之助むかし語り 〜回想の昭和歌舞伎〜』（2011年、雄山閣） ISBN 978-4639021926